# Lusio
Lusio es una localidad española que forma parte del municipio de Oencia, en la provincia de León, comunidad autónoma de Castilla y León.

## Geografía

### Ubicación
| Noroeste: Arnado | Norte: Oencia               | Noreste: Castropetre |
| Oeste: Arnado    |                             | Este: Castropetre    |
| Suroeste Rúa     | Sur: El Barco de Valdeorras | Sureste: Oulego      |

## Demografía
Evolución de la población
| Gráfica de evolución demográfica de Lusio entre 2000 y 2017        |
|                                                                    |
| Población de derecho (2000-2017) según el padrón municipal del INE |